# Pulmonaria murinii
Pulmonaria murinii är en strävbladig växtart. Pulmonaria murinii ingår i släktet lungörter, och familjen strävbladiga växter.

## Underarter
Arten delas in i följande underarter:
- P. m. continentalis
- P. m. murinii